# Cæciliaforeningen (Oslo)

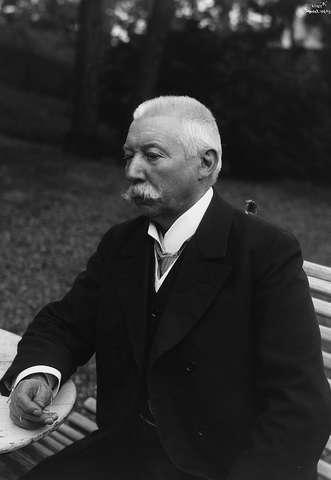
Der Gründer des Chores Thorvald Lammers im Jahr 1913 Foto:Anders Beer Wilse/Norwegian Museum of Cultural History

Cæciliaforeningen (deutsch: Cäcilienverein) – benannt nach der Musik-Schutzpatronin Cäcilia von Rom – ist ein norwegischer Oratorienchor, gegründet 1879 von Thorvald Lammers nach einer Idee von Edvard Grieg. Der Chor ist Norwegens ältester seiner Art. Im Laufe der Jahrzehnte hat der Chor viele der wichtigsten chorsinfonischen Werke der Musikliteratur in Norwegen erstaufgeführt, darunter im Jahre 1883 Bachs Weihnachtsoratorium. Immer wieder brachte der Chor neugeschriebene Werke norwegischer Komponisten zur Uraufführung, zuletzt Reach Out For Peace des weltbekannten Altmeisters der norwegischen Chormusik Knut Nystedt.

## Dirigenten
- 1879–1910: Thorvald Lammers
- 1911–1920: Karl Nissen
- 1920–1928: Leif Halvorsen
- 1928–1957: Arild Sandvold
- 1957–1977: Øivin Fjeldstad
- 1977–2008: Arnulv Hegstad
- 2008: Steffen Kammler

Gastdirigenten waren in den ersten Jahren unter anderem Johan Svendsen, Edvard Grieg, Johan Halvorsen, Iver Holter, Christian Sinding und Karl Straube.

## Diskografie (Auswahl)
- 1987: David Monrad Johansen: Völuspá (Norw.:Voluspå) Op. 15
- 2012: Friedrich August Reißiger: Requiem für Karl III. Johann